# 阿朗松区
阿朗松区（法語：Arrondissement d'Alençon）是法国奥恩省所辖的一个区。总面积1548.5平方公里，总人口85937，人口密度55人/平方公里（2018年）。主要城镇为阿朗松。

## 辖区
阿朗松区辖有111个市镇。